# La Maleta de Portbou
La Maleta de Portbou és una revista de pensament, humanitats i economia, creada el 2013, i dirigida pel periodista i filòsof Josep Ramoneda, que aborda temes d'actualitat des d'una perspectiva profunda i una mirada analítica. La Maleta de Portbou rep el seu nom en memòria de Walter Benjamin, que es suïcidà a Portbou el 1940, quan fugia de la persecució nazi. Benjamin va voler llançar una revista de pensament per “fer patent l'esperit propi de la seva època”. Però aquesta, que volia anomenar Angelus Novus, no va arribar a néixer mai.
La Maleta de Portbou, que té un caràcter bimestral, i està editada per Galaxia Gutenberg, es publica en paper i en format digital, i s'encarrega de la coordinació de l'Escola Europea d'Humanitats, amb seu al CaixaForum Macaya, impulsada per la Fundació "la Caixa".
El setembre de 2023 la revista va celebrar el seu desè aniversari amb un acte al CCCB de Barcelona.